# Elecciones municipales de Huamanga de 2002
Las elecciones municipales de Huamanga de 2002 se llevaron a cabo el 17 de noviembre de 2002 para elegir al alcalde y al Concejo Provincial de Huamanga para el periodo 2003-2006. La elección se celebró simultáneamente con elecciones regionales y municipales (provinciales y distritales) en todo el Perú.

## Sistema electoral
La Municipalidad Provincial de Huamanga es el órgano administrativo y de gobierno de la provincia de Huamanga. Está compuesta por el alcalde y el Concejo Provincial.
La votación del alcalde y el concejo se realiza en base al sufragio universal, que comprende a todos los ciudadanos nacionales mayores de dieciocho años, empadronados y residentes en la provincia de Huamanga y en pleno goce de sus derechos políticos, así como a los ciudadanos no nacionales residentes y empadronados en la provincia de Huamanga.
El Concejo Provincial de Huamanga está compuesto por 11 regidores elegidos por sufragio directo para un período de cuatro (4) años, en forma conjunta con la elección del alcalde (quien lo preside). La votación es por lista cerrada y bloqueada. Se asigna a la lista ganadora los escaños según el método d'Hondt o la mitad más uno, lo que más le favorezca.

## Composición del Concejo Provincial de Huamanga
La siguiente tabla muestra la composición del Concejo Provincial de Huamanga antes de las elecciones.
| Partidos | Partidos                                                | Regidores |
| -------- | ------------------------------------------------------- | --------- |
|          | Movimiento Independiente Vamos Vecino                   | 7         |
|          | Lista Independiente Movimiento Independiente Ccalamaqui | 2         |
|          | Lista Independiente Acción Cívica                       | 1         |
|          | Lista Independiente Movimiento Cívico Ayacucho          | 1         |

## Partidos y candidatos
A continuación se muestra una lista de los principales partidos y alianzas electorales que participaron en las elecciones:
| Candidatura | Candidatura | Partidos y alianzas | Candidatos | Candidatos                      | Ideología                                               | Resultado previo | Resultado previo | Ref. |
| Candidatura | Candidatura | Partidos y alianzas | Candidatos | Candidatos                      | Ideología                                               | Votos (%)        | Reg.             | Ref. |
| ----------- | ----------- | --- | ---------- | ------------------------------- | ------------------------------------------------------- | ---------------- | ---------------- | ---- |
|             | SP          | Lista - Somos Perú (SP) |            | Zózimo González Torres          | Democracia cristiana Conservadurismo social             | 6.51%            | 0                |      |
|             | APRA        | Lista - Partido Aprista Peruano (APRA) |            | Gerardo Ludeña Gonzalez         | Aprismo                                                 | Nuevo            | Nuevo            |      |
|             | AP          | Lista - Acción Popular (AP) |            | Jorge García Prado              | Humanismo Nacionalismo cívico Reformismo                | Nuevo            | Nuevo            |      |
|             | FIM         | Lista - Frente Independiente Moralizador (FIM)                                                                                              |            | Walter Alarcón Canchari         | Reformismo                                              | Nuevo            | Nuevo            |      |
|             | PP          | Lista - Perú Posible (PP) |            | Federico Vargas Infante         | Socioliberalismo Democracia liberal Tercera vía         | Nuevo            | Nuevo            |      |
|             | SU          | Lista - Siempre Unidos (SU) |            | Nahun Orellana Gutiérrez        | Partido atrapalotodo Fujimorismo                        | Nuevo            | Nuevo            |      |
|             | UN          | Lista - Unidad Nacional (UN) – Partido Popular Cristiano (PPC) – Solidaridad Nacional (SN) – Renovación Nacional (RN) – Cambio Radical (CR) |            | Néstor Quispe Rojas             | Democracia cristiana Conservadurismo Neoliberalismo     | Nuevo            | Nuevo            |      |
|             | MNI         | Lista - Movimiento Nueva Izquierda (MNI) |            | Juan Ochoa Sotomayor            | Marxismo-leninismo Mariateguismo Socialismo democrático | Nuevo            | Nuevo            |      |
|             | FD          | Lista - Fuerza Democrática (FD) |            | Juan Flores Flores              | Reformismo                                              | Nuevo            | Nuevo            |      |
|             | MAPU        | Lista - Movimiento Amplio País Unido (MAPU)                                                                                                 |            | Ángel Huamán de la Cruz         |                                                         | Nuevo            | Nuevo            |      |
|             | RA          | Lista - Renacimiento Andino (RA) |            | Walter Retamozo Gálvez          | Indigenismo Plurinacionalismo Socialdemocracia          | Nuevo            | Nuevo            |      |
|             | P           | Lista - Primero Perú (P) |            | Jorge Chávez Huamán             |                                                         | Nuevo            | Nuevo            |      |
|             | MIRE        | Lista - Movimiento Independiente Integración Regional (MIRE)                                                                                |            | Óscar Gamarra Morales           | Regionalismo ayacuchano                                 | Nuevo            | Nuevo            |      |
|             | DIA         | Lista - Movimiento Independiente para el Desarrollo e Integración de Ayacucho (DIA)                                                         |            | Cayo Medina Janampa             | Regionalismo ayacuchano                                 | Nuevo            | Nuevo            |      |
|             | IND         | Lista - Lista Independiente N° 1 Movimiento Independiente Llamkasun Ayacucho                                                                |            | Raúl Vegas Morales              | Localismo huamanguino                                   | Nuevo            | Nuevo            |      |
|             | IND         | Lista - Lista Independiente N° 3 Movimiento Independiente Salvemos Ayacucho                                                                 |            | Salvador Quispe Sosa            | Localismo huamanguino                                   | Nuevo            | Nuevo            |      |
|             | IND         | Lista - Lista Independiente N° 5 Movimiento INTI                                                                                            |            | Rigoberto García Ortega         | Localismo huamanguino                                   | Nuevo            | Nuevo            |      |
|             | IND         | Lista - Lista Independiente N° 7 Movimiento Kallpa para el Desarrollo                                                                       |            | Gualberto Huillcahuari Canchari | Localismo huamanguino                                   | Nuevo            | Nuevo            |      |

## Resultados

### Sumario general
|                        |                                                                             |              |              |              |           |           |  |  |
| Partidos y coaliciones | Partidos y coaliciones                                                      | Voto popular | Voto popular | Voto popular | Regidores | Regidores |  |  |
| Partidos y coaliciones | Partidos y coaliciones                                                      | Votos        | %            | ±pp          | Total     | +/−       |  |  |
|                        | Partido Aprista Peruano (APRA)                                              | 11,405       | 14.69        | n/a          | 7         | +7        |  |  |
|                        | Lista Independiente N° 5 Movimiento INTI                                    | 10,197       | 13.13        | n/a          | 1         | +1        |  |  |
|                        | Movimiento Independiente Integración Regional (MIRE)                        | 8,512        | 10.96        | Nuevo        | 1         | +1        |  |  |
|                        | Acción Popular (AP)                                                         | 7,103        | 9.15         | n/a          | 1         | +1        |  |  |
|                        | Perú Posible (PP)                                                           | 6,395        | 8.23         | Nuevo        | 1         | +1        |  |  |
|                        | Renacimiento Andino (RA)                                                    | 4,958        | 6.38         | n/a          | 0         | ±0        |  |  |
|                        | Unidad Nacional (UN)                                                        | 4,526        | 5.83         | Nuevo        | 0         | ±0        |  |  |
|                        | Frente Independiente Moralizador (FIM)                                      | 3,638        | 4.68         | Nuevo        | 0         | ±0        |  |  |
|                        | Movimiento Independiente para el Desarrollo e Integración de Ayacucho (DIA) | 3,546        | 4.57         | Nuevo        | 0         | ±0        |  |  |
|                        | Somos Perú (SP)                                                             | 3,478        | 4.48         | –2.03        | 0         | ±0        |  |  |
|                        | Lista Independiente N° 7 Movimiento Kallpa para el Desarrollo               | 2,594        | 3.34         | n/a          | 0         | ±0        |  |  |
|                        | Siempre Unidos (SU)                                                         | 2,196        | 2.83         | Nuevo        | 0         | ±0        |  |  |
|                        | Lista Independiente N° 1 Movimiento Independiente Llamkasun Ayacucho        | 1,981        | 2.55         | n/a          | 0         | ±0        |  |  |
|                        | Movimiento Amplio País Unido (MAPU)                                         | 1,898        | 2.44         | Nuevo        | 0         | ±0        |  |  |
|                        | Movimiento Nueva Izquierda (MNI)                                            | 1,775        | 2.29         | Nuevo        | 0         | ±0        |  |  |
|                        | Fuerza Democrática (FD)                                                     | 1,423        | 1.83         | Nuevo        | 0         | ±0        |  |  |
|                        | Primero Perú (P)                                                            | 1,367        | 1.76         | Nuevo        | 0         | ±0        |  |  |
|                        | Lista Independiente N° 3 Movimiento Independiente Salvemos Ayacucho         | 667          | 0.86         | n/a          | 0         | ±0        |  |  |
|                        |                                                                             |              |              |              |           |           |  |  |
| Total                  | Total                                                                       | 77,659       |              |              | 11        | ±0        |  |  |
|                        |                                                                             |              |              |              |           |           |  |  |
| Votos válidos          | Votos válidos                                                               | 77,659       | 77.51        | –6.84        |           |           |  |  |
| Votos en blanco        | Votos en blanco                                                             | 10,545       | 10.52        | +4.27        |           |           |  |  |
| Votos nulos            | Votos nulos                                                                 | 11,989       | 11.97        | +2.57        |           |           |  |  |
| Votos emitidos         | Votos emitidos                                                              | 100,193      | 82.37        | +10.04       |           |           |  |  |
| Abstenciones           | Abstenciones                                                                | 21,446       | 17.63        | –10.04       |           |           |  |  |
| Votantes registrados   | Votantes registrados                                                        | 121,639      |              |              |           |           |  |  |
|                        |                                                                             |              |              |              |           |           |  |  |
| Fuente:                |                                                                             |              |              |              |           |           |  |  |

## Elecciones municipales distritales

### Resultados por distrito
La siguiente tabla enumera el control de los distritos de la provincia de Huamanga. El cambio de mando de una organización política se resalta del color de ese partido.
| Distrito            | Alcalde(sa) titular                                      | Partido político                                         | Partido político                                         | Alcalde(sa) electo(a)      | Partido político | Partido político                |
| ------------------- | -------------------------------------------------------- | -------------------------------------------------------- | -------------------------------------------------------- | -------------------------- | ---------------- | ------------------------------- |
| Acocro              | Samuel Tito Tineo                                        |                                                          | Vamos Vecino                                             | Tomas Cabrera Risco        |                  | Unidad Nacional                 |
| Acos Vinchos        | Víctor Castro Chuñocca                                   |                                                          | Vamos Vecino                                             | Victor Castro Chuñocca     |                  | Vamos Vecino                    |
| Carmen Alto         | Julio Fernández Quispe                                   |                                                          | Vamos Vecino                                             | Máximo Guillén Maldonado   |                  | Vista Alegre                    |
| Chiara              | Julio Ayala Bautista                                     |                                                          | Todos Unidos                                             | Teodoro Gómez Huaytalla    |                  | Zona Sur - Chiara               |
| Jesús Nazareno      | Creación del distrito (Ley N° 27281, 6 de junio de 2000) | Creación del distrito (Ley N° 27281, 6 de junio de 2000) | Creación del distrito (Ley N° 27281, 6 de junio de 2000) | Pánfilo Huancahuari Tueros |                  | Siempre Unidos                  |
| Ocros               | Alfonso Chuchón Luján                                    |                                                          | Vamos Vecino                                             | Félix Antezana Lahuana     |                  | Somos Perú                      |
| Pacaycasa           | Amador Garma Policarpo                                   |                                                          | Movimiento Cívico Ayacucho                               | Paulino Amao Núñez         |                  | Acción Popular                  |
| Quinua              | Percy Orellana Aylas                                     |                                                          | Somos Perú                                               | Susano Mendoza Pareja      |                  | Integración Regional            |
| San José de Ticllas | Bartolomé Yupanqui Santiago                              |                                                          | Vamos Vecino                                             | Alejandro Sulca Quispe     |                  | Perú Posible                    |
| San Juan Bautista   | Daniel Quispe Pérez                                      |                                                          | Ccalamaqui                                               | Salomón Aedo Mendoza       |                  | Desarrollo de San Juan Bautista |
| Santiago de Pischa  | Pelayo Santiago Pareja                                   |                                                          | Vamos Vecino                                             | Benedicto Cuadros Jorge    |                  | Movimiento INTI                 |
| Socos               | Juan Quispe Flores                                       |                                                          | Acción Popular                                           | Samuel Palomino Fernández  |                  | Fuerza Democrática              |
| Tambillo            | Hilario Quispe Rojas                                     |                                                          | Acción Cívica                                            | Néstor Curahua Anaya       |                  | Partido Aprista Peruano         |
| Vinchos             | Antonio Rojas Llantoy                                    |                                                          | Vamos Vecino                                             | Demetrio Sauñe Rojas       |                  | Llamkasun Ayacucho              |